# Chuchel (videohra)
Chuchel je česká point-and-click videohra vyvinutá studiem Amanita Design. Vyšla 7. března 2018 pro systémy Microsoft Windows a OS X. Hlavním hrdinou je chuchel, jeho cílem je sníst třešeň, přičemž mu v tom brání další subjekty. Bývá oceňována za svůj humor, grafiku, hudbu a celkovou atmosféru. Hra získala ocenění Česká hra roku 2018 za audiovizuální zpracování.
Koncem roku 2018 vývojáři změnili Chuchelovi barvy na oranžovou z důvodu stížností na to, že v několika kulturách Chuchel připomíná tzv. blackface. "Uznáváme, že kvůli výrazným rozdílům v kultuře a historii mezi střední Evropou a jinými regiony jsme nedomysleli, že Chuchel může být ztotožněn s rasovým stereotypem tzv. blackface." dodali tvůrci.